# Joan Llaneras
Joan Llaneras Roselló (Porreres, 17 de maio de 1969) é um ex-ciclista espanhol, profissional entre 1991 e 2002.
Medalhista olímpico, participou das olimpíadas 2000, 2004 e 2008, com quatro medalhas, duas de ouro e duas de prata.